# Mornay-sur-Allier
Mornay-sur-Allier é uma comuna francesa na região administrativa do Centro, no departamento Cher. Estende-se por uma área de 21,42 km². Em 2010 a comuna tinha 440 habitantes (densidade: 20,5 hab./km²).